# Uranuspassage

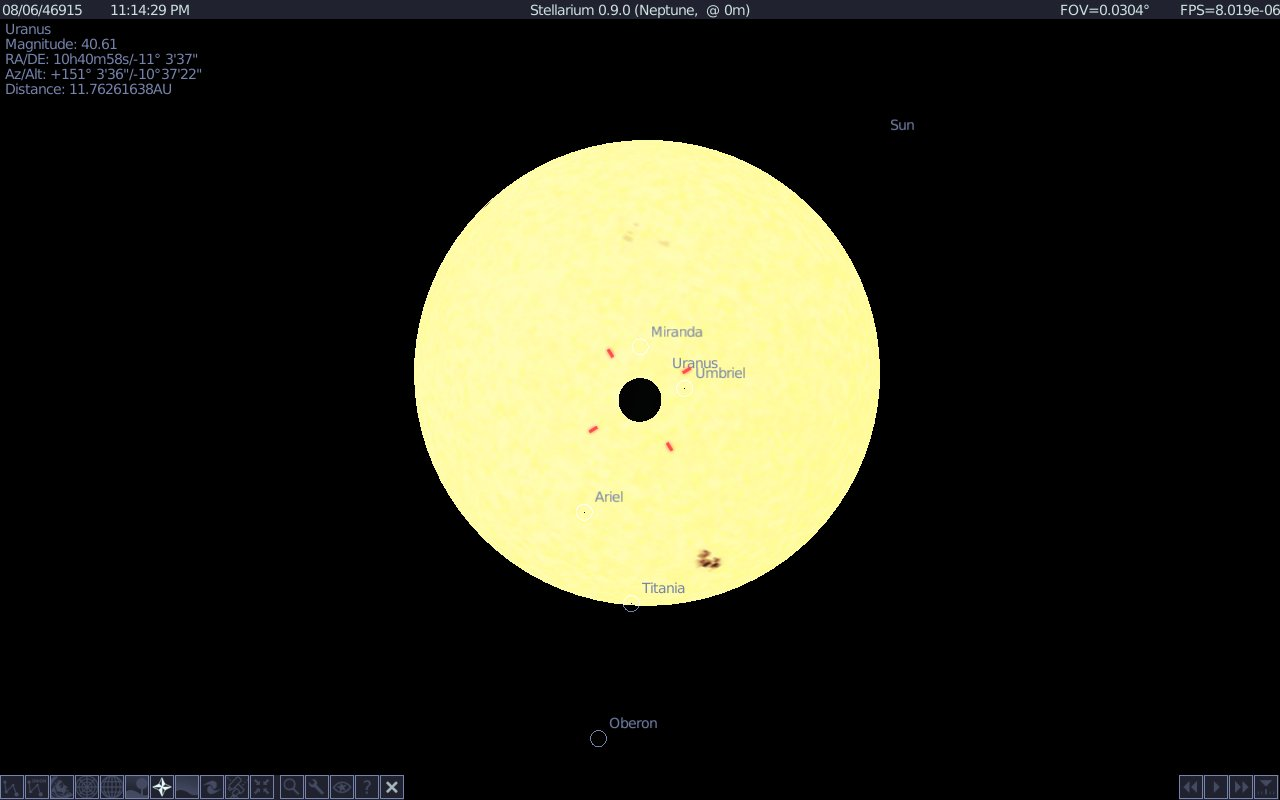
Uranuspassage som den kan tänkas se ut från Neptunus.

Uranuspassage benämns det som inträffar när Uranus, den näst yttersta planeten i solsystemet, passerar framför solen sett från Neptunus. Uranus kan då ses som en liten svart skiva som långsamt rör sig över solens yta. Passagen tar ungefär 42 timmar.
Uranuspassager är den allra ovanligaste av de planetpassager i solsystemet som kan inträffa. Det beror på den långa synodiska perioden, 172 år från Neptunus horisont och solens skenbara storlek, som från Neptunus är 1,07 bågminuter, dvs. nära gränsen för den mänskliga synskärpan. Det beror också på de båda planeternas inklinationen i förhållande till varandra, 1,5 grader, vilket är jämförelsevis litet när man betraktar solsystemets planeter.
Nästa Uranuspassage inträffar i oktober 38 172 e. Kr.
Passager sedda från Pluto och andra objekt i Kuiperbältet är ännu ovanligare, på grund av ännu större avstånd, men är inte att se som äkta planetpassager, eftersom de inte innefattar två planeter och solen.